# Христо Петрески
Христо Петрески (на македонска литературна норма: Христо Петрески) е поет и журналист от Северна Македония.

## Биография
Роден е през 1957 година в Крушево, тогава в Югославия. Следва в Икономическия факултет на Скопския университет. Основател е и директор на Издателската къща „Феникс“ и фондацията „Македония презент“, Скопие. Един от основателите на списанието „Стожер“ и манифестацията „Празник на липите“ при Дружеството на писателите на Македония. Главен и отговорен редактор на списанието „Книжовна академия“. Член е на Дружеството на писателите на Македония от 1995 година.

## Награди и отличия
Награди: за стихосбирката „Камен јазик“ – награда „Ацо Шопов“, за новинарство – награда „Кръсте Петков Мисирков“, за книгата за деца „Скопскиот трамвај“ – награда „Васил Куноски“, за хайку поезия – награда на Книжовната община Вършац, награда на ДПМ за най-добро стихотворение и есе „Празник н липите“ и други. Превеждан е на сръбски, хърватски, словенски, френски, английски, немски, словашки, албански, турски и е адаптиран на български книжовен език.